# Hug II de Borgonya
Hug II de Borgonya o Hug Borrell (1084 - 1143) fou duc de Borgonya (1103-1142). Fou el tercer fill del duc Eudes I de Borgonya i la seva esposa Sibil·la de Borgonya. Era net per línia paterna de l'infant Enric de Borgonya i Sibil·la de Barcelona, i per línia materna de Guillem I de Borgonya i Estefania de Longwy. Es casà el 1115 amb Felicia-Matilda de Mayenne, filla de Bosó I de Turena. D'aquesta unió nasqueren:
1. la infanta Angelina de Borgonya (1116-1163), casada vers l'any 1130 amb Hug I de Vaudemont
2. la infanta Clemència de Borgonya (1117-?), casada amb Enric III de Donzy
3. l'infant Eudes II de Borgonya (1118-1162), duc de Borgonya
4. l'infant Gaultier de Borgonya (1120-1180), arquebisbe de Besançon
5. l'infant Hug de Borgonya (1121-1171), senyor de Navilly
6. l'infant Robert de Borgonya (1122-1140), bisbe d'Autun
7. l'infant Enric de Borgonya (1124-1170), senyor de Flavigny i bisbe d'Autun
8. l'infant Ramon de Borgonya (1125-1156), senyor de Grigno i de Montpensier
9. la infanta Sibil·la de Borgonya (1126-1150), casada el 1149 amb el rei Roger II de Sicília
10. la infanta Dolça de Borgonya (1128-?),
11. la infanta Matilda de Borgonya (1130-?), casada amb Guillem VII de Montpeller
12. la infanta Arembourge de Borgonya (1132-?), monja